# Deutsche Cadre-47/2-Meisterschaft 1953/54

Veranstaltungsort: Aachen

Die Deutsche Cadre-47/2-Meisterschaft 1953/54 war eine Billard-Turnierserie und fand vom 17. bis zum 20. November 1953 in Aachen zum 31. Mal statt.

## Geschichte
Mit der gleichen Platzierung wie ein Jahr zuvor endete die 31. Cadre 47/2-Meisterschaft 1953. Ungeschlagener Sieger wurde wieder Walter Lütgehetmann vor August Tiedtke und Ernst Rudolph. Für die perfekte Organisation dieser Meisterschaft sorgte der Aachener Altmeister Carl Foerster. Das Turnier fand im kleinen Festsaal des Aachener Kurhauses statt. Nach dem Zuschauerandrang stellte sich heraus, dass der große Saal besser für diese Meisterschaft geeignet gewesen wäre.

## Turniermodus
Das ganze Turnier wurde im Round-Robin-System bis 400 Punkte mit Nachstoß gespielt. Bei MP-Gleichstand wurde in folgender Reihenfolge gewertet:
1. MP = Matchpunkte
2. GD = Generaldurchschnitt
3. HS = Höchstserie

## Abschlusstabelle
| MP    | Match Points (Sieger = 2; Unentschieden = 1; Verlierer = 0) |
| Pkte. | Erzielte Karambolagen                                       |
| Aufn. | Benötigte Versuche                                          |
| GD    | Generaldurchschnitt                                         |
| BED   | Bester Einzeldurchschnitt eines Spielers                    |
| HS    | Höchstserie                                                 |
|       | Bester GD des Turniers                                      |
|       | Bester ED des Turniers                                      |
|       | Beste HS des Turniers                                       |
|       | 1. Platz (Gold)                                             |
|       | 2. Platz (Silber)                                           |
|       | 3. Platz (Bronze)                                           |

| Klassement                 | Klassement                           | Klassement | Klassement | Klassement | Klassement | Klassement | Klassement |
| Platz                      | Name                                 | MP         | Pkte.      | Aufn.      | GD         | BED        | HS         |
| -------------------------- | ------------------------------------ | ---------- | ---------- | ---------- | ---------- | ---------- | ---------- |
| 1                          | Walter Lütgehetmann (Frankfurt/Main) | 10:0       | 2000       | 62         | 32,25      | 50,00      | 197        |
| 2                          | August Tiedtke (Düsseldorf)          | 8:2        | 1891       | 98         | 19,29      | 50,00      | 194        |
| 3                          | Ernst Rudolph (Essen)                | 6:4        | 1748       | 94         | 18,59      | 50,00      | 198        |
| 4                          | Josef Bolz (Köln)                    | 4:6        | 974        | 102        | 9,74       | 13,33      | 108        |
| 5                          | Erich Heinrichs (Köln)               | 2:8        | 1464       | 119        | 12,30      | 21,05      | 97         |
| 6                          | Norbert Witte (Essen)                | 0:10       | 882        | 99         | 8,90       | –          | 77         |
| Turnierdurchschnitt: 15,60 |                                      |            |            |            |            |            |            |